# Michael Shrieve
Michael Shrieve (San Francisco, 6 luglio 1949) è un batterista, percussionista e compositore statunitense.
Il suo nome è incluso tra gli alunni del "Wall of Fame" alla John F. Kennedy Middle School di Redwood City, California.

## Storia
Michael Shrieve è meglio conosciuto come il primo batterista di Carlos Santana e dei Santana ed ebbe grande notorietà per la sua straordinaria “performance” al festival di Woodstock del 1969, all'età di soli 20 anni (li compì il 6 luglio dello stesso anno, facendo di lui il più giovane artista al festival). A Woodstock, Shrieve abbagliò la folla di spettatori del festival esibendosi in uno straordinario assolo di batteria durante la versione dal vivo del brano Soul Sacrifice (della durata di 11:39 minuti). L'esibizione è presente anche nel film documentario Woodstock - Tre giorni di pace, amore e musica.
Shrieve, più avanti, ha lasciato i Santana per incamminarsi verso una carriera solista. Poco noto, ma degno dei suoi sforzi, nel 1976 uscì una versione del pezzo Automatic Man, in duo con il chitarrista Pat Thrall. Nello stesso anno entra a far parte dei Go, un supergruppo fondato nel 1976 dal compositore giapponese Stomu Yamashta.

I membri del gruppo erano, oltre a Michael Shrieve alla batteria, il fondatore Stomu Yamashta (percussioni e tastiere), Steve Winwood (voce e tastiere), Klaus Schulze (sintetizzatore), Al Di Meola (chitarra). 
Ad oggi, i Go hanno realizzato due album in studio e un album live, durante l'esibizione del 12 giugno 1976 in Francia, a Parigi.
Ha anche suonato nella band Hagar Schon Aaronson Shrieve (con Sammy Hagar, Neal Schon e Kenny Aaronson). Inoltre ha suonato la batteria per il primo album solista di Roger Hodgson, In The Eye Of The Storm.
Dal 1979 al 1984, ha collaborato come percussionista in Richard Wahnfriend, un side-project di Klaus Schulze (un altro batterista e compositore di musica elettronica), mentre la registrazione con quest'ultimo fece parte del suo primo album di musica elettronica, Transfer Station Blue del 1984. Ha collaborato anche con David Beal, Andy Summers, Steve Roach, Stomu Yamashta, Jonas Hellborg, Buckethead, Douglas September e altri.
Nel 1998 Michael Shrieve è stato introdotto nella Rock & Roll Hall of Fame per la sua partecipazione con Carlos Santana.
Nel 2001, è apparso sull'album dei Revolution Void Increase the Dosage.
Michael Shrieve vive attualmente a Seattle, Washington, e suona nel suo gruppo jazz-fusion, Spellbinder, al TōST di Fremont, Seattle. Recentemente ha lavorato come produttore per l'album di suo figlio Sam, ”Bittersweet Lullabies”.

## Discografia

### Batterista
(Si tratta di una discografia parziale)
- 1969 - Santana, con Carlos Santana
- 1970 - Abraxas, con Carlos Santana
- 1971 - Santana III, con Carlos Santana
- 1972 - Caravanserai, con Carlos Santana
- 1973 - Welcome, con Carlos Santana
- 1974 - Borboletta, con Carlos Santana
- 1974 - Lotus, con Carlos Santana, (triplo LP)
- 1976 - Automatic Man
- 1976 - Stomu Yamashta
- 1979 - Time Actor, con Richard Wahnfried
- 1980 - Crash and Burn, con Pat Travers Band
- 1981 - Novo Combo, con Novo Combo
- 1981 - Tonwelle, con Richard Wahnfriend
- 1982 - Animation Generation, con Novo Combo
- 1984 - Megatone, con Richard Wahnfriend
- 1984 - Through the Fire, con Hagar Schon Aaronson Shrieve (HSAS)
- 1984 - In the Eye of the Storm, con Roger Hodgson
- 1992 - Miserere, con Zucchero
- 1993 - Octave of the Holy Innocents, con Jonas Hellborg e Buckethead
- 1997 - Abraxas Pool, con gli Abraxas Pool
- 2004 - Increase the Dosage, con Revolution Void

### Compositore
- 1984 - Transfer Station Blue (con Kevin Shrieve e Klaus Schulze, 1979-83)
- 1989 - The Big Picture (con David Beal)
- 1989 - Stiletto (con Mark Isham, David Torn, Andy Summers e Terje Gewelt)
- 1989 - The Leaving Time (con Steve Roach)
- 1995 - Two Doors (con Jonas Hellborg & Shawn Lane)
- 2001 - Fascination (con Bill Frisell e Wayne Horvitz)
- 2005 - Oracle (con Amon Tobin)
- 2006 - Drums of Compassion (con Jeff Greinke, Jack DeJohnette, Zakir Hussain e Airto Moreira)

### Produttore
- 1998 - Ten Bulls, di Douglas September
- 2007 - Chapter One, di AriSawkaDoria
- 2009 - Bittersweet Lullabies, di Sam Shrieve

## Filmografia
Michael ha ottenuto una breve parte nel film Gimme Shelter, in cui spiega a Jerry Garcia e Phil Lesh la scena di violenza all'Altamont Free Concert del 6 dicembre 1969.